# Heterozerconidae
Heterozerconidae é uma família de ácaros da ordem Mesostigmata. Contém 8 géneros com pelo menos 14 espécies validadas.

## Taxonomia
A família Heterozerconidae inclui os seguintes géneros:
- Afroheterozercon Fain, 1989
- Allozercon Vitzthum, 1926
- Amheterozercon Fain, 1989
- Asioheterozercon Fain, 1989
- Atacoseius Berlese, 1905
- Heterozercon Berlese, 1888
- Maracazercon Fain, 1989
- Narceoheterozercon Gerdeman & Klompen, 2003
- Zeterohercon Flechtmann & Johnston, 1990

Alguns autores incluem esta família na sub-ordem dos Sejida, considerando o táxon Heterozerconina como um sinónimo taxonómico.
O agrupamento inclui as seguintes espécies:
- Género Afroheterozercon Fain, 1989
  - Afroheterozercon spirostreptus (Fain, 1988)
  - Afroheterozercon pachybolus (Fain, 1988)
  - Afroheterozercon ancoratus Fain, 1989
- Género Allozercon Vitzthum, 1926
  - Allozercon fecundissimus Vitzthum, 1926
- Género Amheterozercon Fain, 1989
  - Amheterozercon oudemansi (Finnegan, 1931)
- Género Asioheterozercon Fain, 1989
  - Asioheterozercon audax (Berlese, 1910)
- Género Atacoseius Berlese, 1905
  - Atacoseius pellucens Berlese, 1905
- Género Heterozercon Berlese, 1888
  - Heterozercon degeneratus Berlese, 1888
  - Heterozercon microsuctus Fain, 1989
  - Heterozercon spirostreptus Fain, 1988
- Género Maracazercon Fain, 1989
  - Maracazercon joliveti Fain, 1989
- Género Zeterohercon C. H. W. Flechtmann & D. E. Johnston, 1990
  - Zeterohercon amphisbaenae C. H. W. Flechtmann & D. E. Johnston, 1990
  - Zeterohercon elegans (Lizaso, 1981)
  - Zeterohercon oudemansi (Finnegan, 1931)